# Noaberpad
Het Noaberpad (LAW 10) is een 415 km lang Nederlands-Duits langeafstandswandelpad dat van Bad Nieuweschans in Groningen via Duitsland (o.a. Kleef) naar Milsbeek loopt. Daarbij gaat het langs en over de Duitse grens van de provincies Groningen, Drenthe, Overijssel en Gelderland. In Bad Nieuweschans sluit het pad aan op de E9, het Noordzee Kustpad, dat in Groningen het Wad- en Wierdenpad heet. In Kleef sluit het aan op de E8 die in Nederland het Grote Rivierenpad heet. Bij het eindpunt in Milsbeek sluit het pad aan op het Pieterpad. Ten opzichte van de vierde druk zijn verbeteringen doorgevoerd, en is de route verlengd van Kleef tot Milsbeek.
Noaber is Nedersaksisch voor buur, waarmee in dit geval zowel Duitsland als de noabers uit de noaberschappen bedoeld worden.
Het Noaberpad is in het veld gemarkeerd met de internationaal bekende wit-rode merktekens van langeafstandswandelpaden (LAW) en staat in detail beschreven in een wandelgids die wordt uitgegeven door het Nivon.

## De route
Het pad is onderverdeeld in 7 trajecten:
1. Westerwolde: Bad Nieuweschans - Ter Apel, 88 km
2. Zuidoost Drenthe: Ter Apel - Coevorden-Piccardiekanaal, 55 km
3. Bentheim: Coevorden-Piccardiekanaal - Paardenslenkte, 40 km
4. Twente: Paardenslenkte - Donnerbrug, 85 km
5. De Achterhoek: Donnerbrug - Grote Steen, 53 km
6. Westelijk Münsterland: Grote Steen - Gendringen, 35 km
7. Montferland en Land van Kleef: Gendringen - Kleef (D), 49 km

Bij de opening van het pad (volgens de tweede druk) op 20 oktober 1995 was er ook een boomplantactie aan de Bosmatenweg dicht bij Buurse (op de route), waarbij 28 eiken werden geplant.

### Etappes
Er is discrepantie tussen de etappeverdeling in de officiële wandelgids en de verdeling op de website van Wandelnet. Hieronder staan beide verdelingen naast elkaar getoond.
| Wandelnet | Wandelnet                  | Wandelnet                  | Wandelnet   | Wandelgids | Wandelgids       | Wandelgids      | Wandelgids  |
| etappe    | van                        | naar                       | lengte (km) | etappe     | van              | naar            | lengte (km) |
| --------- | -------------------------- | -------------------------- | ----------- | ---------- | ---------------- | --------------- | ----------- |
| 1         | Bad Nieuweschans           | Bellingwolde               | 21          | 1          | Bad Nieuweschans | Bellingwolde    | 20,5        |
| 2         | Bellingwolde               | Wedde                      | 17          | 2          | Bellingwolde     | Wedde           | 17,5        |
| 3         | Wedde                      | Weende                     | 14          | 3          | Wedde            | Bourtange       | 24,5        |
| 4         | Weende                     | Jipsinghuizen              | 15          | 4          | Bourtange        | Ter Borg        | 14          |
| 5         | Jipsinghuizen              | Ter Apel                   | 20          | 5          | Ter Borg         | Emmercompascuum | 23,5        |
| 6         | Ter Apel                   | Nieuw-Dordrecht            | 22          | 6          | Emmercompascuum  | Emmen station   | 19          |
| 6a        | Emmen station              | Oosterbos                  | 11          | 7          | Emmen station    | Klazienaveen    | 15,5        |
| 7         | Nieuw Dordrecht            | Weiteveen                  | 19          | 8          | Klazienaveen     | Weiteveen       | 20          |
| 8         | Weiteveen                  | Emlichheim                 | 18          | 9          | Weiteveen        | Emlichheim      | 17,5        |
| 9         | Emlichheim                 | Esche                      | 16          | 10         | Emlichheim       | Esche           | 16          |
| 10        | Esche                      | Hesingen                   | 18          | 11         | Esche            | Uelsen          | 11          |
| 11        | Hesingen                   | Rossum                     | 19          | 12         | Uelsen           | Ootmarsum       | 15          |
| 12        | Rossum                     | Losser, N372               | 18          | 13         | Ootmarsum        | De Lutte        | 19,5        |
| 13        | Losser, N372               | Enschede                   | 19          | 14         | De Lutte         | Glanerbrug      | 18,5        |
| 14        | Enschede                   | Haaksbergen, Buurserstraat | 19          | 15         | Glanerbrug       | Buurse          | 24,5        |
| 15        | Haaksbergen, Buurserstraat | Zwillbrock                 | 19          | 16         | Buurse           | Zwillbrock      | 24          |
| 16        | Zwillbrock                 | Saalmann (pension)         | 20          | 17         | Zwillbrock       | Vreden          | 12          |
|           |                            |                            |             | 18         | Vreden           | Oeding          | 19          |
| 17        | Saalmann (pension)         | Winterswijk                | 23          | 19         | Oeding           | Winterswijk     | 14          |
| 18        | Winterswijk                | Bocholt                    | 20          | 20         | Winterswijk      | Bocholt         | 24,5        |
| 19        | Bocholt                    | Isselburg                  | 17          | 21         | Bocholt          | Anholt          | 18          |
| 20        | Isselburg                  | Terborg                    | 21          | 22         | Anholt           | Terborg         | 17          |
| 21        | Terborg                    | Elten                      | 21          | 23         | Terborg          | 's-Heerenberg   | 12          |
|           |                            |                            |             | 24         | 's-Heerenberg    | Emmerik         | 20,5        |
| 22        | Elten                      | Kleef                      | 21          | 25         | Emmerik          | Kleef           | 13          |
| 23        |                            |                            |             |            | Kleef            | Milsbeek        | 18          |

### Afbeeldingen

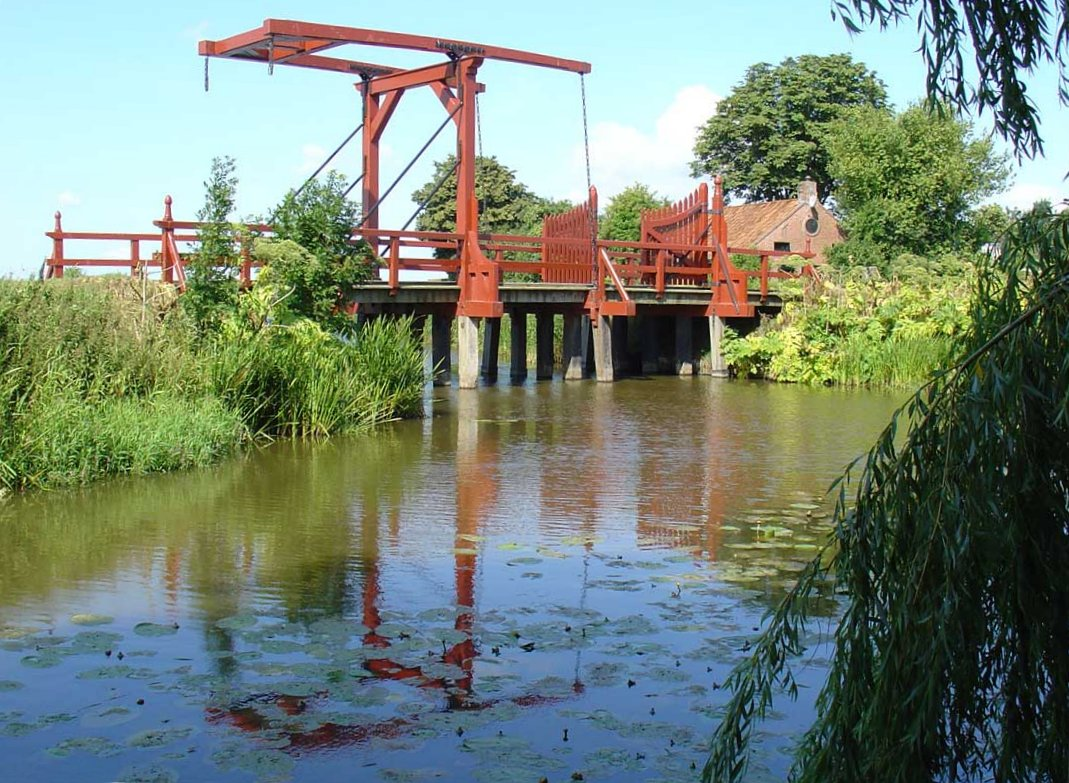
Oudeschans
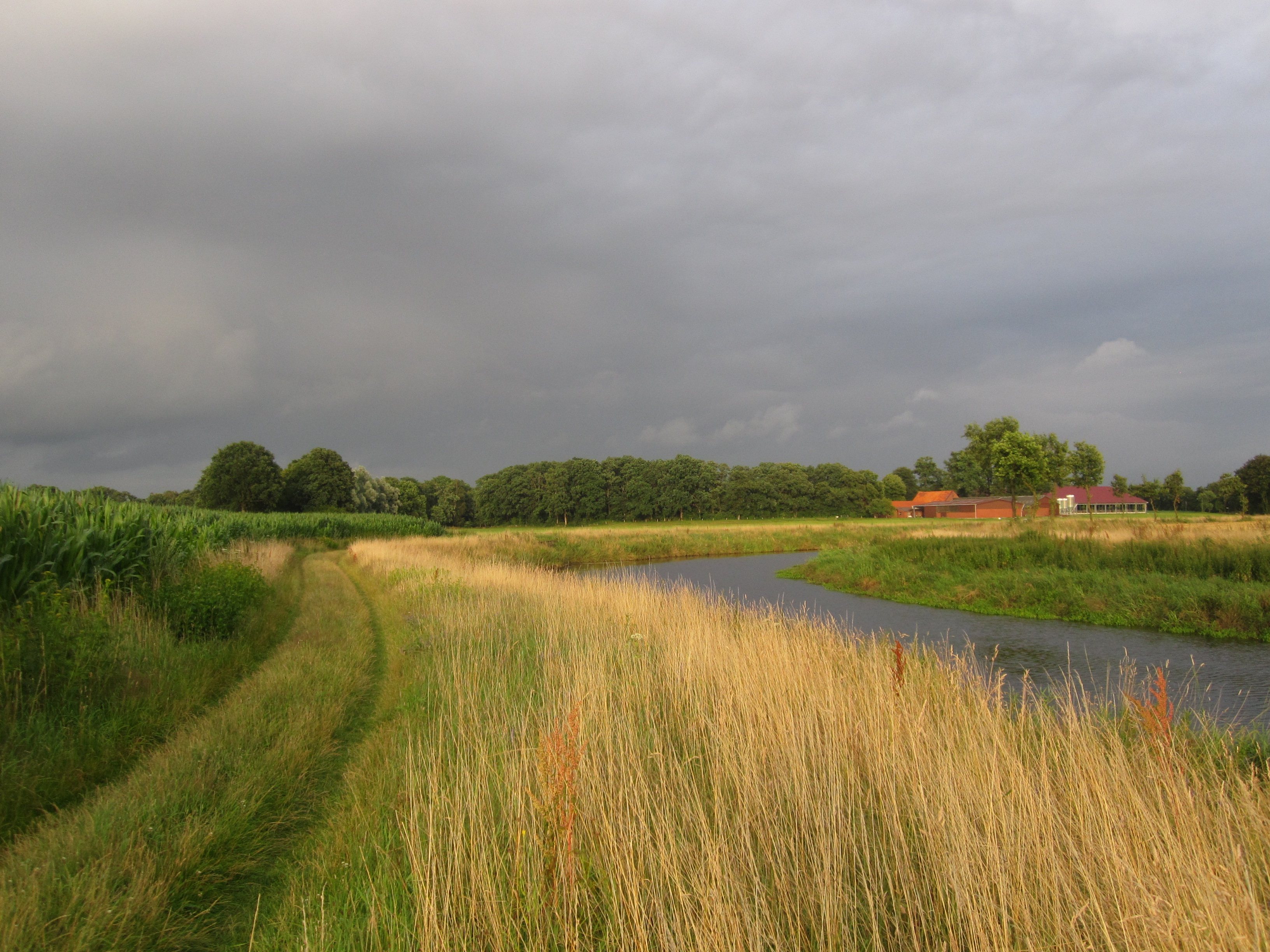
Bij Esche
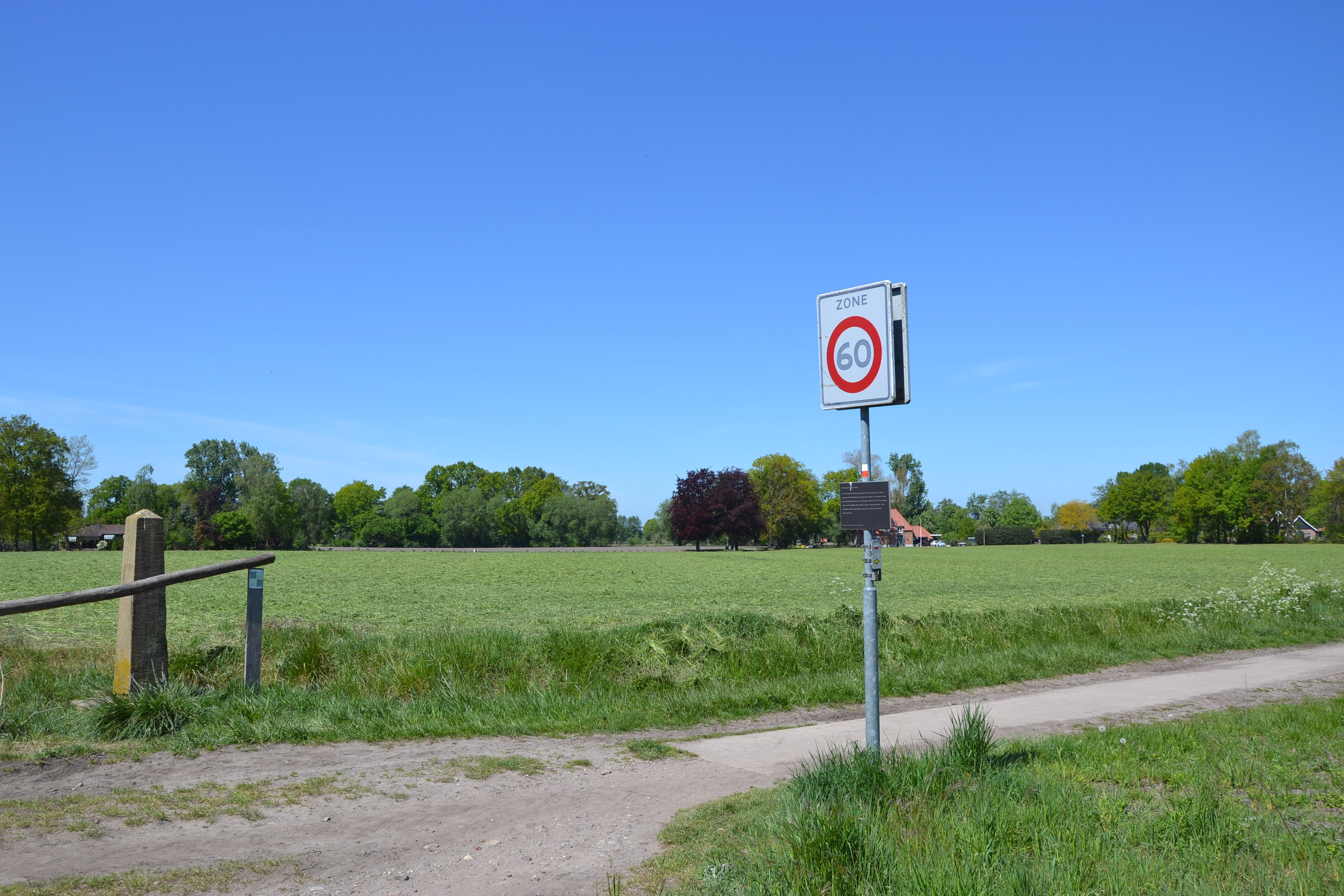
Grenspassage ten noorden van Gronau
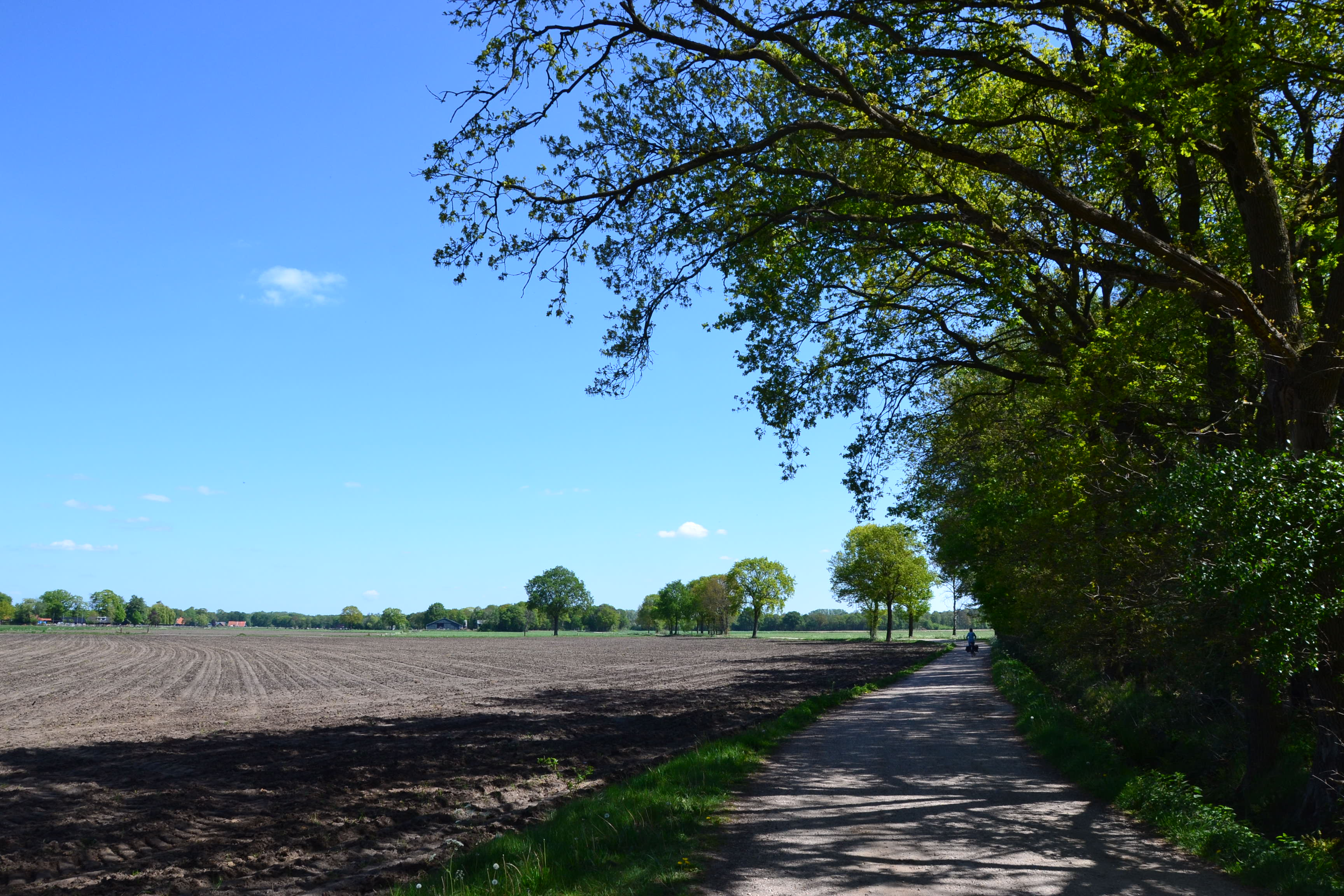
Bij Enschede; de grens is enkele honderden meters verderop
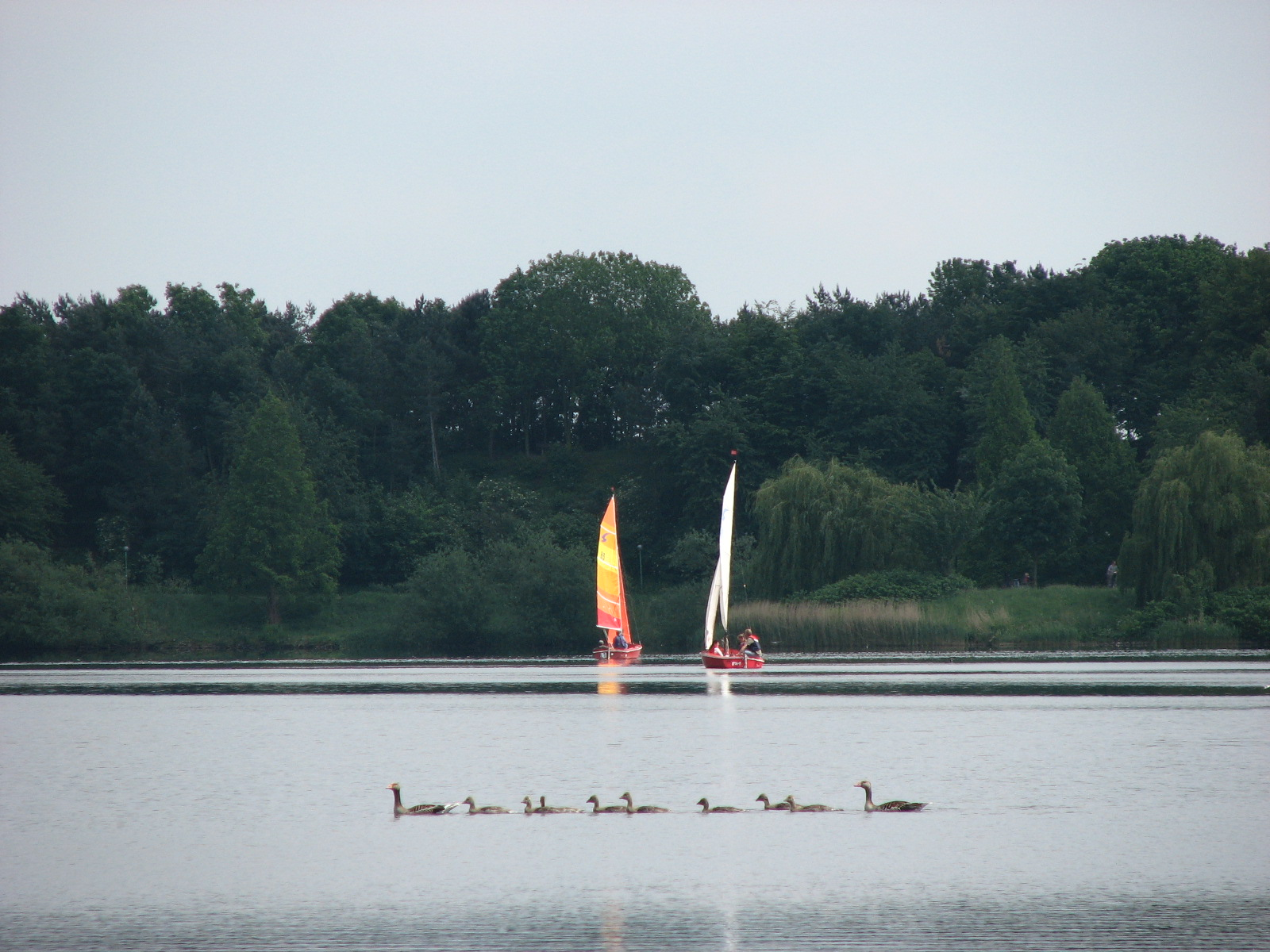
Aasee, Bocholt
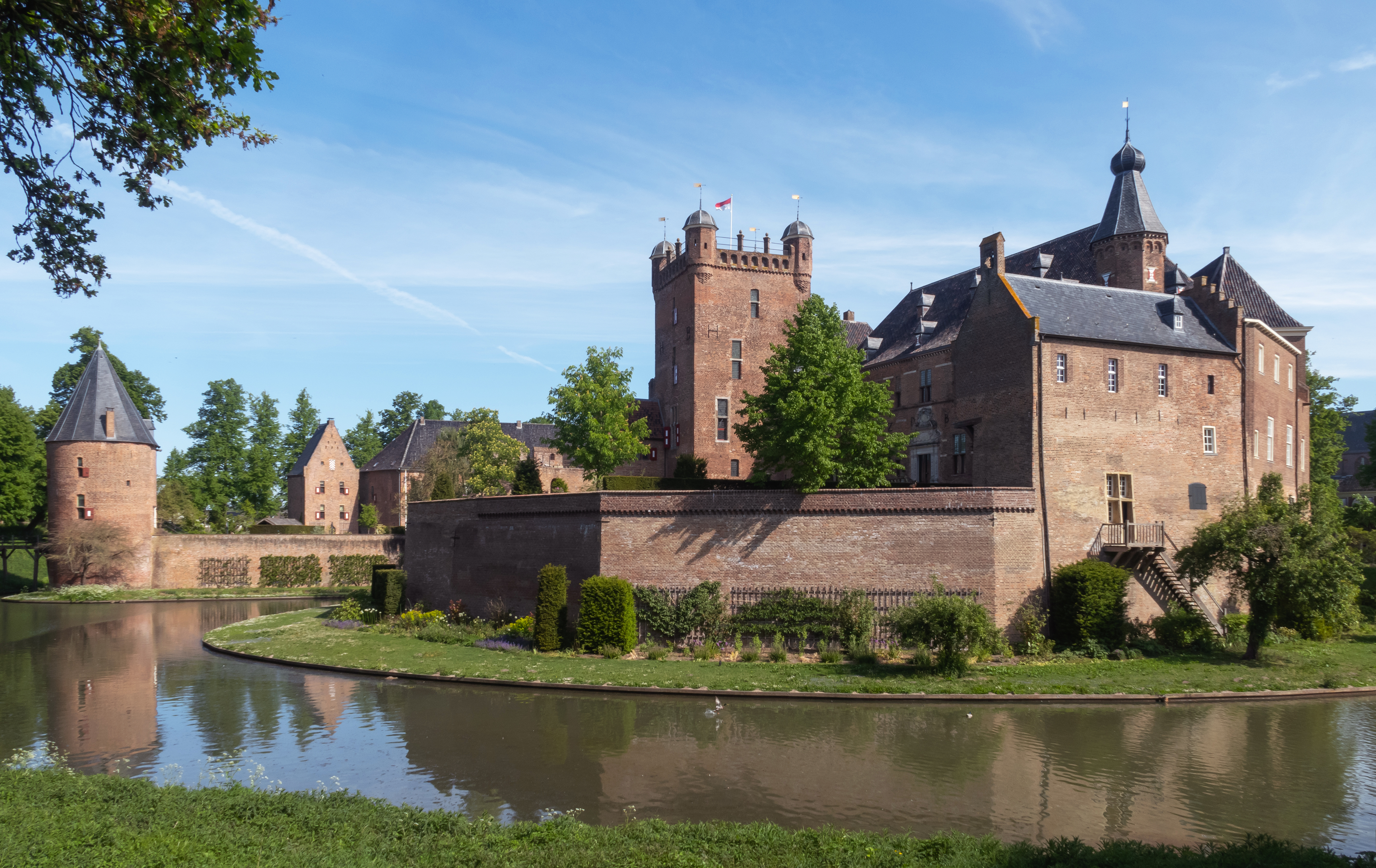
Huis Bergh, 's-Heerenberg
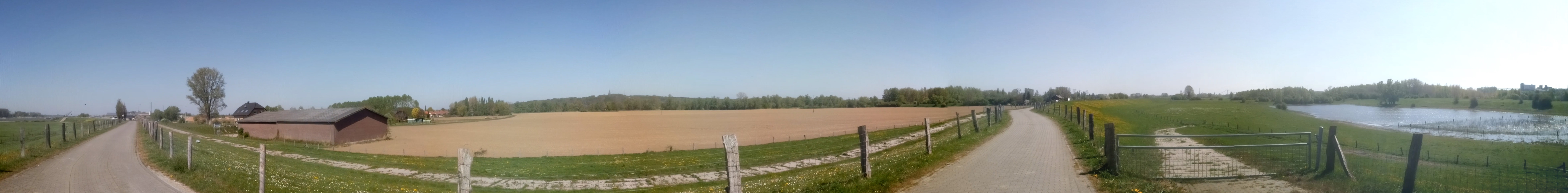
Emmericher Ward, tussen Spijk en Emmerik